# فيكتور نامو
فيكتور نامو (بالإنجليزية: Victor Namo)‏ (3 نوفمبر 1988 بإبادان في نيجيريا - ) هو لاعب كرة قدم نيجيري في مركز الهجوم. لعب مع النادي الأهلي وكانو بيلارس وناساراوا يونايتد.